# Григорія (імператриця)
Григорія Анастасія (*Γρηγορία, бл. 612 — після 650) — візантійська імператриця.

## Життєпис
Походила з династії Іраклія. Старша дитина Никити, дукса і патриція. Народилася близько 612 року. У 613 році її заручено з сином імператора Іраклія — Костянтином Іраклієм. Шлюб укладено в 629 або 630 році.
У 641 році після смерті імператора Іраклія її чоловік стає новим імператором разом зі зведеним братом Іраклоном. Невдовзі Григорії було надано титул августи. Втім вона нічого не могла протидіяти старшій імператриці Мартині.
Правління чоловіка тривало 4 місяці. За заповітом імператором повинен був стати його старший син Іраклій, але проти цього виступила Мартина. Можливо Григорія зуміла звернутися та військовиків і сенаторів, в результаті військових заворушень Мартина була змушена оголосити імператором Іраклія, що прийняв ім'я Константа II. У вересні 641 року було повалено Мартину та її синів.
Разом з тим Григорія не отримала значного впливу при дворі, оскільки її син імператор перебрав всю владу на себе. Остання згадка про Григорію відноситься до 650 року. Подальша доля невідома.

## Родина
Чоловік — Костянтин III Іраклій, імператор.
Діти:
- Іраклій (630—668)
- Феодосій (д/н—660)
- Ман'яна (Марія), дружина Єздигерда III, шахіншах Персії